# Pancorius hongkong
Pancorius hongkong là một loài nhện trong họ Salticidae.
Loài này thuộc chi Pancorius. Pancorius hongkong được Da-xiang Song et al miêu tả năm 1997..